# Amblyeleotris morishitai
Amblyeleotris morishitai is een straalvinnige vissensoort uit de familie van grondels (Gobiidae). De wetenschappelijke naam van de soort is voor het eerst geldig gepubliceerd in 2007 door Senou & Aonuma.